# Marie Farge
Marie Farge (1953) é uma matemática e física francesa, que trabalha como diretora de pesquisa no Centre national de la recherche scientifique (CNRS). É conhecida por suas pesquisas sobre wavelets e turbulência na mecânica dos fluidos.

## Formação e carreira
Farge obteve um mestrado pela Universidade Stanford em 1977 e um terceiro ciclo de doutorado em física pela Universidade Paris VII em 1980. Após estudos de pós-doutorado com uma bolsa Fulbright na Universidade Harvard, continuou seus estudos na Universidade Pierre e Marie Curie, onde concluiu um doutorado em 1987.
É pesquisadora do CNRS desde 1981. Também ocupou cargos de curto prazo em muitas outras universidades, incluindo a Cátedra Sofia Kovaleskaia de Matemática em 1994–1995 na Universidade Técnica de Kaiserslautern.

## Reconhecimento
Farge recebeu o Prêmio Poncelet de 1993 da Academia Francesa de Ciências. Tornou-se membro da Academia Europaea em 2005 e membro da American Physical Society em 2011.